# 보체소리
보체소리는 2021년 싱글 앨범 [클레디셔널 발라드 프로젝트]로 데뷔한 대한민국의 음악 그룹이다.

## 방송
- 조선판스타 (2021) - Top20(18위)

## 음반
- 클레디셔널 발라드 프로젝트 (Claditional ballad project) (2021)